# Bacillus subtilis
Bacillus subtilis là tên khoa học của "trực khuẩn suptilit". Đây là một loài vi khuẩn có hình que (trực khuẩn), gram dương, ưa khí không bắt buộc. Bacillus subtilis (viết tắt: B. subtilis) còn được gọi là trực khuẩn cỏ hoặc trực khuẩn rơm vì hay được tìm thấy trong cỏ, rơm và cả đất; tuy nhiên chúng phát triển nhiều trong ống tiêu hóa của người và nhiều loài gia súc, nhất là động vật nhai lại, có lợi cho người nên cũng gọi là lợi khuẩn suptilit. Loài này được chú ý nhiều vì có lợi và là sinh vật mô hình trong nhiều nghiên cứu khoa học, nhất là trong di truyền học, đồng thời cũng là đối tương thuận lợi để sản xuất một số loại protein cho con người trong công nghệ sinh học, giống như E. coli đã được dùng làm "công xưởng" sản xuất ra insulin và somatostatine trong kỹ thuật di truyền.
Trong điều kiện không thuận lợi, B. subtilis thường tồn tại ở trạng thái bào tử, có lớp vỏ khá dày và cứng chịu đựng được điều kiện môi trường khắc nghiệt. Hiện tượng này đã được ứng dụng để tạo nên các chủng B. subtilis có lợi nhằm bảo quản lâu dài và chế tạo thành sản phẩm như một loại thuốc điều trị bệnh cho con người.
Trực khuẩn này ban đầu được Christian Gottfried Ehrenberg đặt tên là Vibrio subtilis ("Subilis" là tiếng Latin có nghĩa là "tốt"), nhưng sau đó được Ferdinand Cohn phân loại lại nên đổi tên chi thành Bacillus.

## Mô tả
Mỗi cá thể B. subtilis có chiều dài 1,5 – 10 µm, đường kính (chiều ngang) 0,25 – 1 µm, hai đầu tròn, có thể có 8 – 12 lông nhỏ. B. subtilis thường tồn tại đơn lẻ, nhưng cũng tạo thành "quần thể" hình chuỗi ngắn, có khả năng di động trong môi trường nước nhờ hoạt động của các lông giống như trùng roi. Bào tử hình bầu dục nhỏ, kích thước từ 0,8 – 1,8 µm, được bao bọc bởi vỏ gồm nhiều lớp màng với các thành phần lipoprotein, peptidoglycan… có khả năng chịu được pH thấp, có khả năng chịu nhiệt (ở 100oC trong 180 phút), chịu ẩm, tia tử ngoại, tia phóng xạ, áp suất, chất sát trùng, có thể sống vài năm đến vài chục năm.
Khi nhuộm Gram, B. subtilis bắt màu tím (Gram +). Về phương thức sống, ban đầu các nhà khoa học xếp nó vào nhóm sinh vật hiếu khí bắt buộc, do nó có catalaza dương tính; nhưng đến năm 1998 thì xác định lại rằng loài này có thể sống kị khí (không cần oxy). Bởi thế, B. subtilis thuộc nhóm loài sinh vật hiếu khí và kị khí tùy nghi. Trong nghiên cứu, môi trường thuận lợi nhất cho loài về nhiệt độ tối ưu là 37oC, về pH khoảng 7,0 – 7,4.
Trong môi trường có loài vi khuẩn khác, khả năng cạnh tranh của B. subtilis khá cao vì nó có tác dụng ức chế-cảm nhiễm hạn chế phát triển hoặc tiêu diệt một số loài vi khuẩn khác (như vi khuẩn gây bệnh Vibrio harveyi).

## Nơi ở

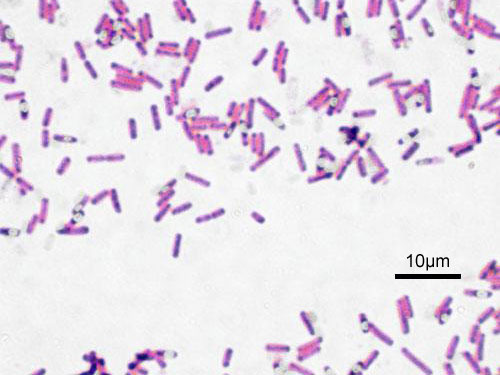
Một phần quần thể vi khuẩn đã nhuộm Gram

B. subtilis thường được tìm thấy ở rơm, rạ và lớp trên cùng của đất cũng như trong ruột của nhiều loài động vật. Một nghiên cứu năm 2009 đã cho biết mật độ của quần thể này ở đất là khoảng 106 / gram; còn trong phân người là khoảng 104 / gram. Số lượng bào tử được tìm thấy trong ruột của con người quá cao chỉ được quy cho việc tiêu thụ thông qua ô nhiễm thực phẩm. Ở ong mật, loài trực khuẩn này được cho là tạo điều kiện tốt cho thích nghi sinh thái và sức khỏe.
Ở ngoài cơ thể cộng sinh (rơm, rạ, mặt đất) nó sống tự do và như là sinh vật hiếu khí bắt buộc; còn khi nội cộng sinh trong cơ thể sinh vật khác thì nó lại kị khí.

## Sinh sản

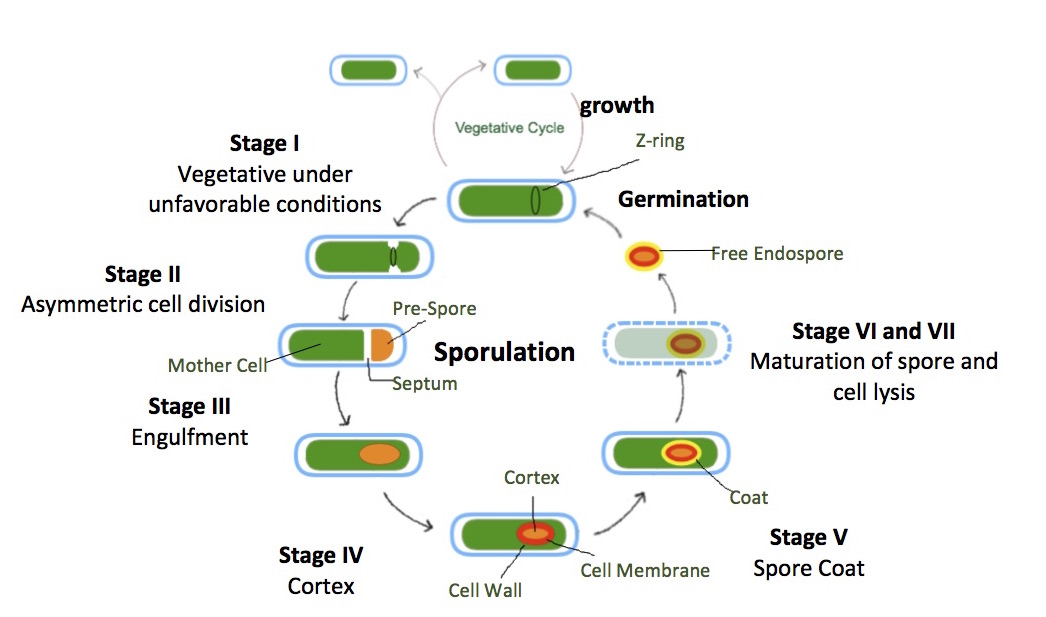
Các giai đoạn chính của bào tử hoá ở B.subtilis.

Mỗi cá thể B. subtilis có thể sinh sản theo cơ chế phân bào để tạo ra hai tế bào con hoặc tạo ra một nội bào tử (endospore) duy nhất có thể tồn tại tới hàng chục năm và chịu được các điều kiện bất lợi như khô hạn, nhiễm mặn, bức xạ và dung môi có pH bất lợi.
Khi nơi ở thuận lợi, nó phân bào theo kiểu nguyên phân, trong đó nhiễm sắc thể của nó nhân đôi theo cơ chế nhân đôi của nhiễm sắc thể nhân sơ.
Khi nơi ở có nhiều bất thuận làm nó không thể phân bào, thì nó "sinh sản" theo cơ chế bào tử hoá (sporulation) và hoá thành bào tử.

## Nhận biết

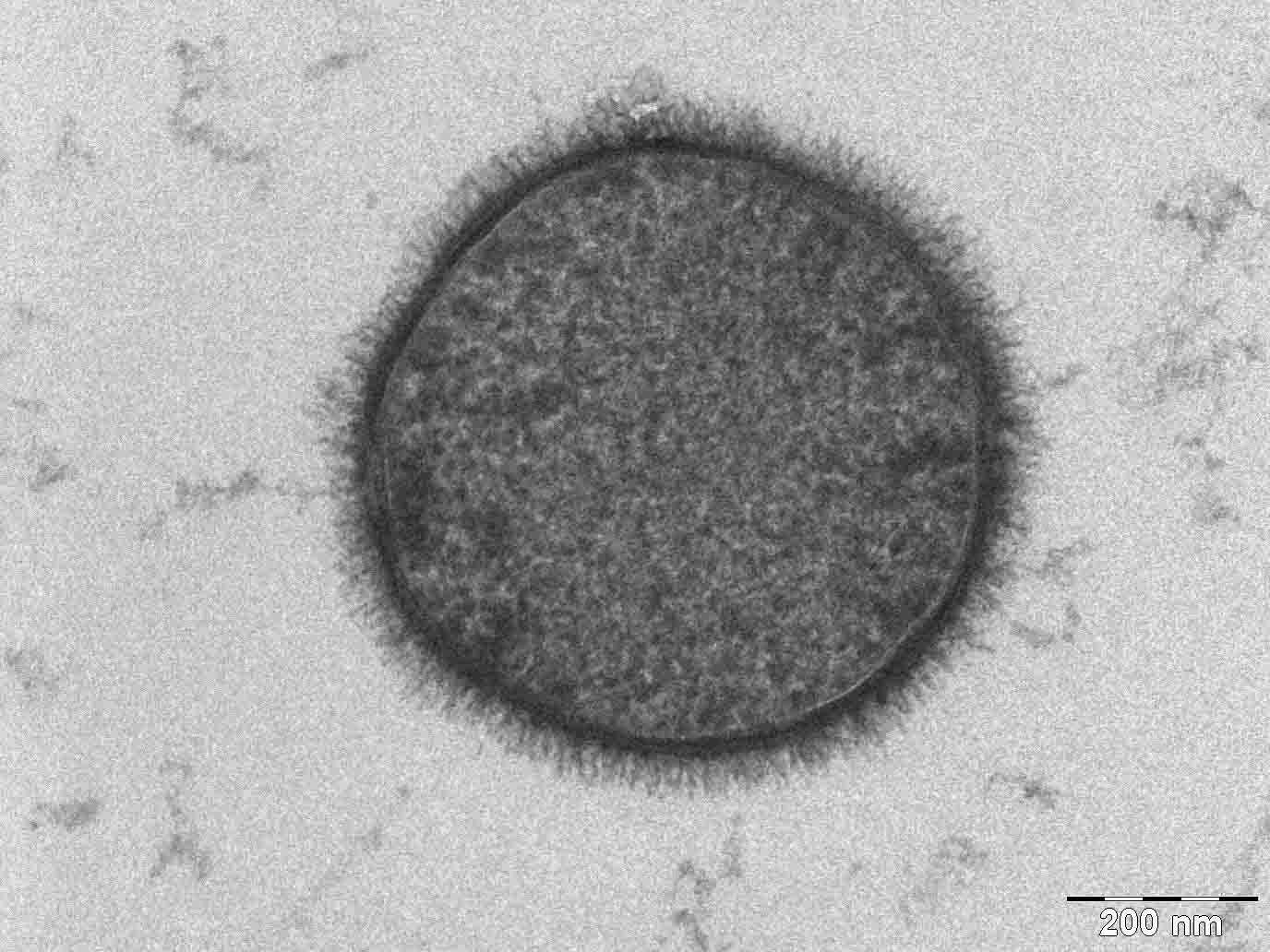
Lát cắt ngang vi khuẩn B. subtilis dưới kính hiển vi quang học.

Dưới đây là bảng giúp nhận biết vi khuẩn B. subtilis bằng các xét nghiệm  đơn giản.
| Xét nghiệm                  | Kết quả  |
| --------------------------- | -------- |
| Axit từ Glucose             | +        |
| Axit từ Lactose             | -        |
| Axit từ Sucrose             | +        |
| Axit từ Mannitol            | +        |
| Catalase                    | +        |
| Citrate (Simmons)           | +        |
| Endospore                   | +        |
| Khí từ Glucose              | -        |
| Gelatin Hydrolysis          | +        |
| Gram Stain                  | +        |
| Hydrogen Sulfide Production | -        |
| Indole Production           | -        |
| Motility                    | +        |
| Nitrate Reduction           | +        |
| Oxidase                     | +        |
| Phenylalanine Deaminase     | -        |
| Dạng                        | Que, gậy |
| Urea Hydrolysis             | -        |
| Voges-Proskaeur-Proskaeur   | +        |